# Fusicatenibacter
Fusicatenibacter es un género de bacterias grampositivas de la familia Lachnospiraceae. Actualmente (2023)  contiene dos especie: Fusicatenibacter saccharivorans y Fusicatenibacter faecihominis. Fue descrito en el año 2013. Su etimología hace referencia a bacilo en cadena con forma de huso. El nombre de la especie hace referencia a la digestión de azúcar. Es anaerobia estricta e inmóvil. Crece en pares o en cadenas cortas, y tiene un tamaño de 0,5-1,0 μm de ancho por 1,5-15 μm de largo. Forma colonias marrones, irregulares y no hemolíticas en agar Brucella. Se ha aislado de heces humanas. 